# Agatha, lasă-te de crime!
Agatha, lasă-te de crime! (titlul original: în germană Agatha, laß das Morden sein!) este un film de comedie polițistă vest-german, realizat în 1960 de regizorul Dietrich Haugk, protagoniști fiind actorii Johanna von Koczian, Klausjürgen Wussow, Elisabeth Flickenschildt și Peter Vogel. 

## Rezumat
Avocatul dr. Peter Brent are un plan amăgitor: din moment ce cărțile autoarei Agatha Scott sunt un spin în ochi pentru el din cauza trivialității lor, el o invită pe autoare la el. În speranța de a o descuraja în sfârșit să scrie, Brent vrea să o sperie groznic pe Agatha. Cu toate acestea, autoarea nu se lasă ușor intimidată. Dar când un ucigaș adevărat începe brusc să facă ravagii în casă, i se face cu adevărat frică...

## Distribuție
- Johanna von Koczian – Agatha Scott
- Klausjürgen Wussow – dr. Peter Brent
- Elisabeth Flickenschildt – Sylvia Brent, mătușa sa
- Peter Vogel – Edgar Karter
- Hans Dieter Zeidler – David, servitorul
- Wolfgang Kieling – Philip
- Karl Lieffen – Thomas Lorenzen
- Beppo Brem – poliția teritorială
- Egon Vogel – doctorul închisorii
- Paul Bös – vânzătorul de sicrie
- Gudrun Thielemann – secretara
- Klaus Höhne – vizitiul
- Willy Friedrichs – mecanicul de tren
- Helmut Alimonta – taximetristul